# Dragnić Podovi
Dragnić Podovi (cyr. Драгнић Подови) – wieś w Bośni i Hercegowinie, w Republice Serbskiej, w gminie Šipovo. W 2013 roku liczyła 56 mieszkańców.